# Walther Voith
Walther Voith (* 15. April 1874 in Heidenheim an der Brenz; † 15. August 1947) war ein deutscher Unternehmer und Maschinenbau-Ingenieur. Er war ein Sohn Friedrich Voiths und übernahm 1904 das erste Tochterwerk der im Maschinenbau tätigen Firma Voith im österreichischen St. Pölten, das er bis 1944 leitete.

## Leben
Walther Voith war der älteste von drei Söhnen des Unternehmers Friedrich Voith. Seine Brüder waren Hermann Voith und Hanns Voith. Walther Voith besuchte das Gymnasium in Ulm und studierte nach seinem Militärdienst Maschinenbau in Stuttgart und Charlottenburg. Danach war er kurz bei der AEG in Berlin beschäftigt, bis er ins väterliche Unternehmen eintrat und auf Montagen vor allem in Papierfabriken fuhr. Sein Vater Friedrich übertrug ihm 1904 die Leitung des neuen Zweigwerks in St. Pölten (siehe dazu Voith Austria Holding) mit anfangs 225 Mitarbeitern, schickte ihn zuvor aber auf eine 13 Monate dauernde Amerikareise. Walther leitete das Tochterunternehmen bis 1944. 
In diesem Jahr waren im St. Pöltner Werk 1800 Personen beschäftigt. In St. Pölten bewohnte Walther Voith mit seiner Familie die 1917 fertiggestellte Voithvilla, die sich heute im Besitz der Stadtgemeinde befindet.
1912, ein Jahr vor seinem Tod, wandelte Friedrich Voith sein Unternehmen in eine Offene Handelsgesellschaft um und übertrug den beiden älteren Söhnen Walther und Hermann einen Großteil seiner Geschäftsanteile. Wie sein Vater war er Angehöriger des Corps Stauffia Stuttgart.